# Марі-Деніз Вільє
Марі-Деніз Вільє (фр. Marie-Denise Villers; 1774, Париж — 19 серпня 1821, Париж), до шлюбу Лемуан (фр. Lemoine) — французька художниця, представниця класицизму. Відома своїми портретами, які часто приписувалися то Жироде, то Давіду. Лише наприкінці ХІХ століття її ім'я було відкрите заново.

## Життєпис
Народилася у 1774 році в Парижі у родині художників Шарля Лемуана та Марі-Анн Руссель. Жила з родиною у 1-му окрузі Парижа неподалік від Пале-Роялю. Її сестри — Марі-Вікторія Лемуан та Марі-Елізабет Габіо — теж були художницями-портретистками, як і її двоюрідна сестра Жанна-Елізабет Шоде.
У 1794 році Марі-Деніз одружилася зі студентом-архітектором Мішелем-Жаном-Максимільяном Вільє.
Навчалася живопису в Ана-Луї Жироде де Русі-Тріозона, також брала уроки у Жака-Луї Давіда та Франсуа Жерара.

## Творчість
Вперше роботу Вільє як учениці Жироде було виставлено на Паризькому салоні VII (1799) року. Найвідоміша її картина «Молода дівчина, що малює» (1801) зараз знаходиться у нью-йоркському Музеї мистецтва Метрополітен. Ця робота спочатку приписувалася Жаку-Луї Давіду або одній з його учениць — Констанс-Марі Шарпантьє, але у ХХ столітті була визнана роботою Вільє. Мистецтвознавиця Анн Ігонне стверджує, що молода жінка на картині — це своєрідний автопортрет.
Вільє виставила «Етюд молодої жінки, що сидить на вікні» та дві інші роботи на Салоні у 1801 року, а у 1802 році — жанрову роботу «Дитина в колисці» та «Етюд жінки на природі». ЇЇ остання відома робота — «Портрет герцогині Ангулемської» — була виставлена у 1814 році.
Після смерті художниці її творчість довгий час перебувала в забутті. Її твори часто приписувалися то Жироде, то Давіду. Лише наприкінці ХІХ століття її ім'я було відкрите заново.

## Галерея вибраних творів

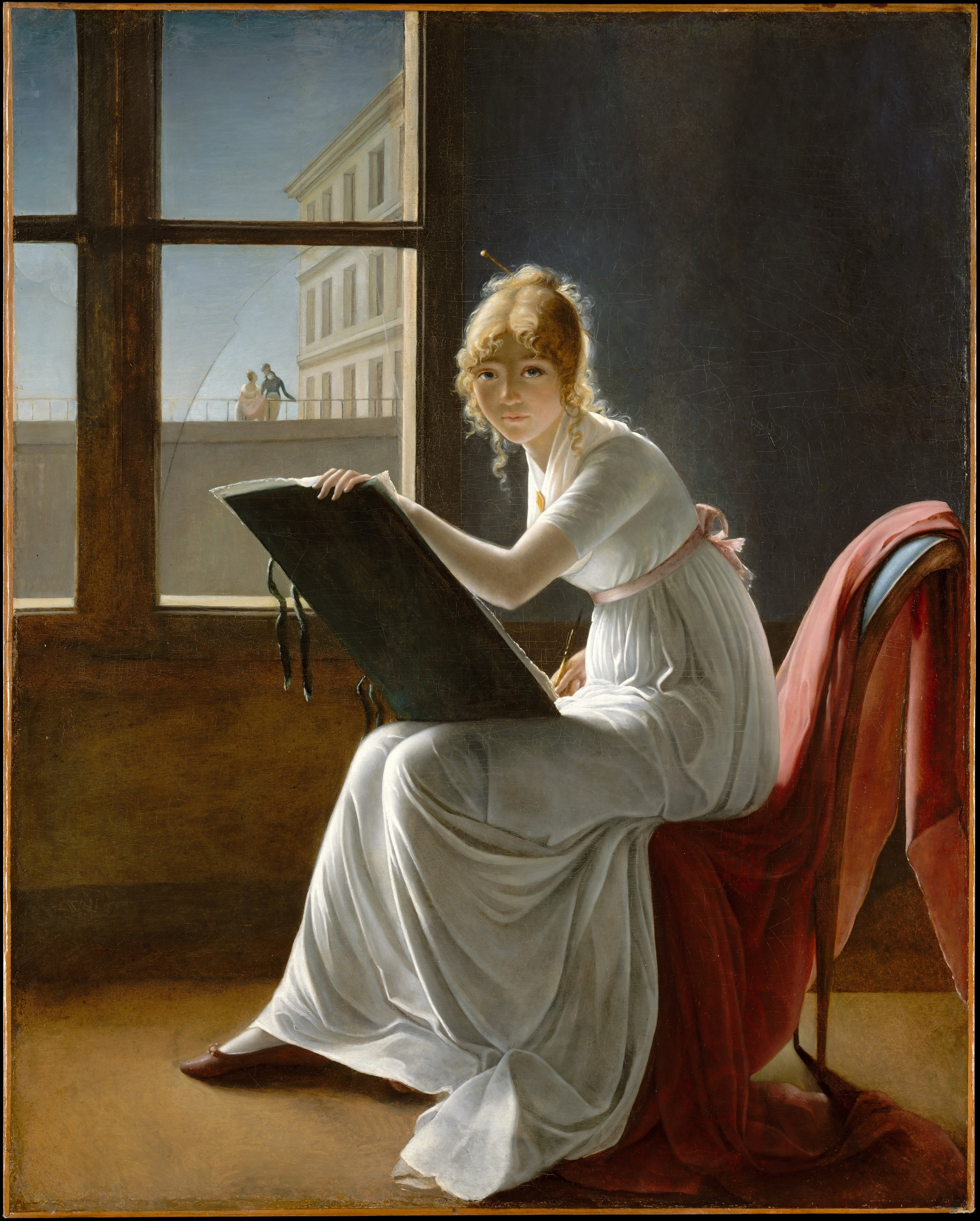
«Молода дівчина, що малює» (1801)
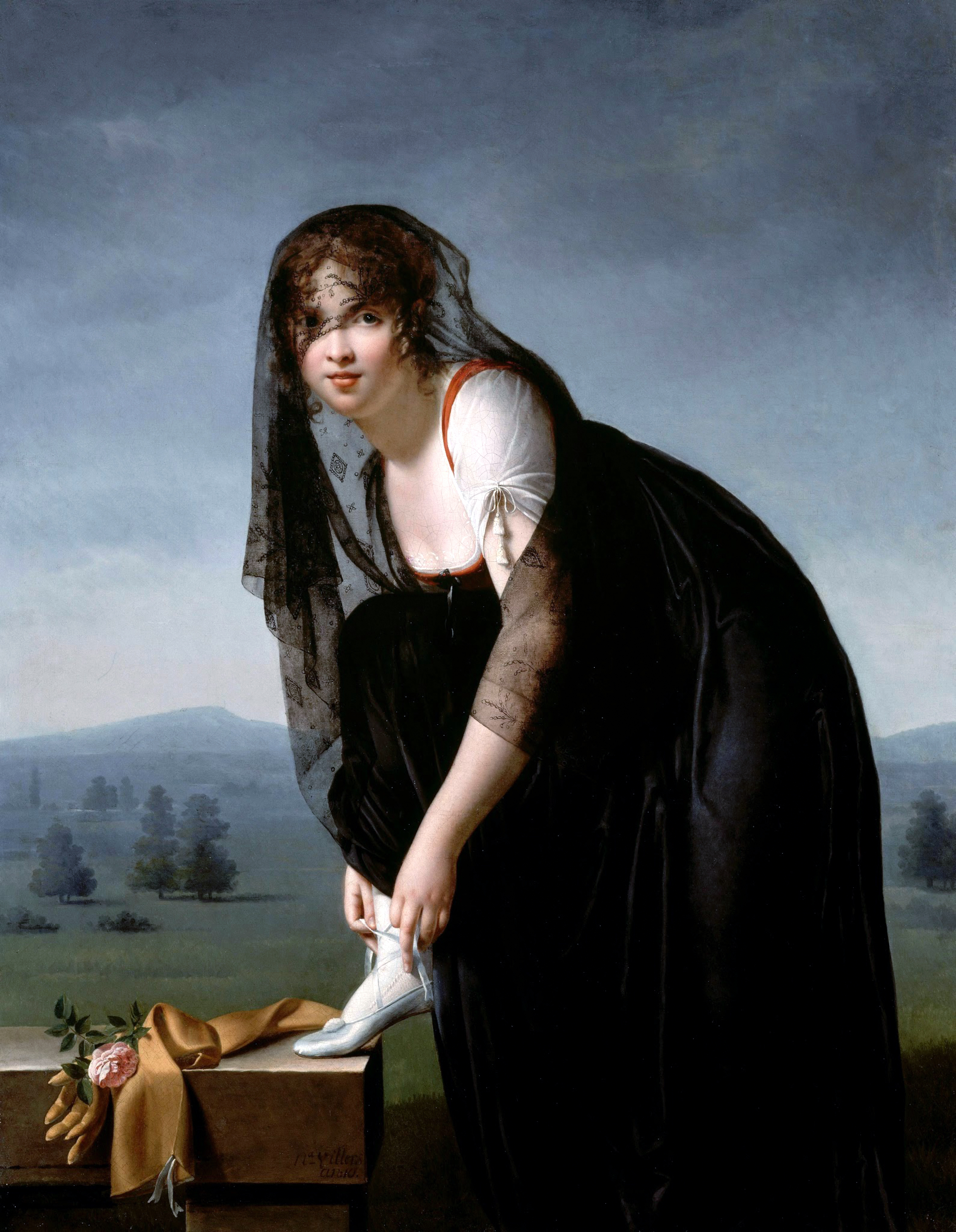
«Етюд жінки на природі» (1802)